# Canton de Charroux
Le canton de Charroux est un ancien canton français situé dans le département de la Vienne et la région Poitou-Charentes.

## Géographie
Ce canton était organisé autour de Charroux dans l'arrondissement de Montmorillon. Son altitude varie de 115 m (Charroux) à 193 m (Chatain) pour une altitude moyenne de 157 m.

## Représentation

### Conseillers généraux de 1833 à 2015
| Période | Période          | Identité                           | Étiquette           | Qualité |
| ------- | ---------------- | ---------------------------------- | ------------------- | --- |
| 1833    | 1833 (démission) | Baron Marc Jean Demarçay           | Gauche              | Maréchal-de-camp, député (1819-1823, 1828-1839) Propriétaire à Martaizé Elu également dans le Canton de Pleumartin                     |
| 1833    | 1840 (démission) | Sylvain Drault                     | Droite              | Avocat puis avocat général à la Cour de Poitiers Député (1833-1848) Elu en 1840 dans le Canton de Poitiers-Sud                         |
| 1840    | 1852             | François Victor Malapert           |                     | Capitaine en retraite, maire de Charroux, conseiller d'arrondissement                                                                  |
| 1852    | 1871             | Pierre Henri Dieudonné Bourlon     | Majorité dynastique | Administrateur de la Compagnie d'Orléans Député (1852-1869)                                                                            |
| 1871    | 1892             | André Brouillet                    | Républicain         | Notaire, maire de Charroux |
| 1892    | 1904             | René Brouillet (fils du précédent) | Républicain         | Ancien chef du service de l'Algérie au Ministère de l'Intérieur                                                                        |
| 1904    | 1910             | Jean Joyeux-Laffuie                | Républicain         | Docteur en médecine, viticulteur Propriétaire à Peuroux-d'Asnois (Charroux) Député (1906-1910)                                         |
| 1910    | 1934             | Jules Ogier                        | Rad.puis SFIO       | Rentier à Poitiers Maire de Charroux                                                                                                   |
| 1934    | 1940             | Gaston Laveau                      | Rad.ind.            | Adjoint au Maire de Charroux |
|         |                  |                                    |                     | |
| 1945    | 1951             | Léopold Eclaircy (1876-1966)       | Rad.ind             | Ingénieur du service vicinal Ancien conseiller d'arrondissement, Charroux                                                              |
| 1951    | 1973             | Émile Rivier                       | Rad.                | Maire de Charroux |
| 1973    | 2004             | Jean-Charles Chevalier             | CD puis UDF-CDS     | Ancien bâtonnier de l'Ordre des avocats de Poitiers Maire de Charroux                                                                  |
| 2004    | 2015             | Yves Gargouil                      | DVD                 | Arboriculteur, vice-Président du Conseil Général Maire de Charroux (2001-2014) Président de la Communauté de Communes du Pays Charlois |

### Conseillers d'arrondissement (de 1833 à 1940)
Le canton de Charroux avait deux conseillers d'arrondissement.
Il appartenait à l'arrondissement de Civray jusqu'à sa disparition en 1926.
| Période                                  | Période      | Identité                             | Étiquette           | Qualité |
| ---------------------------------------- | ------------ | ------------------------------------ | ------------------- | --- |
| 1833                                     |              | Charles Auguste de Chergé            |                     | Adjoint au maire d'Asnois                                                                                   |
| 1833                                     | 1840         | François Victor Malapert (1786-1861) |                     | Capitaine des voltigeurs de la Garde Impériale en retraite à Charroux                                       |
|                                          |              |                                      |                     | |
| 1883                                     | 1884 (décès) | François Dezouche (1823-1884)        | Républicain         | Instituteur, propriétaire à La Chapelle-Bâton                                                               |
| 1883                                     | 1895         | M. Bonnin                            | Conservateur        | |
| 1883                                     | 1901         | Eugène Bellivier de Prin (1843-1914) | Droite              | Propriétaire du château de Rochemaux à Charroux                                                             |
| 1895                                     | 1901         | M. Arnaud                            | Républicain         | |
| 1901                                     |              | Pierre-Roger Coste                   | Républicain libéral | Maire de Charroux                                                                                           |
| 1901                                     |              | M. Rouillet                          |                     | Maire d'Asnois                                                                                              |
|                                          |              |                                      |                     | |
| av.1913                                  |              | Gustave Baudrin                      | Républicain         | Maire de Joussé                                                                                             |
| av.1913                                  | 1931         | Abel Perret                          | Radical             | Greffier de la justice de paix à Charroux                                                                   |
| 1919                                     |              | M. Roullet                           | Radical             | Propriétaire à Chatain                                                                                      |
|                                          |              |                                      |                     | |
| 1931                                     | 1940         | Léopold Eclaircy                     | Cartel des gauches  | Ingénieur du service vicinal, Charroux                                                                      |
| 1931                                     | 1937         | M. Goumard                           | Indépendant         | |
| 1937                                     | 1940         | M. Marchive                          | Radical             | |
| 1940                                     |              |                                      |                     | Les conseils d'arrondissement ont été suspendus par la loi du 12 octobre 1940 et n'ont jamais été réactivés |
| Les données manquantes sont à compléter. |              |                                      |                     | |

## Composition
Le canton de Charroux regroupait 9 communes et comptait 3 954 habitants (recensement de 2007 populations municipales).
| Nom                  | Code Insee | Codepostal | Superficie (km2) | Population (dernière pop. légale) | Densité (hab./km2) |
| -------------------- | ---------- | ---------- | ---------------- | --------------------------------- | ------------------ |
| Charroux (chef-lieu) | 86061      | 86250      | 44,29            | 1 184 (2012)                      | 27                 |
| Asnois               | 86012      | 86250      | 16,26            | 137 (2012)                        | 8,4                |
| La Chapelle-Bâton    | 86055      | 86250      | 29,68            | 342 (2012)                        | 12                 |
| Chatain              | 86063      | 86250      | 22,05            | 272 (2012)                        | 12                 |
| Genouillé            | 86104      | 86250      | 29,80            | 534 (2012)                        | 18                 |
| Joussé               | 86119      | 86350      | 7,59             | 333 (2012)                        | 44                 |
| Payroux              | 86189      | 86350      | 30,05            | 503 (2012)                        | 17                 |
| Saint-Romain         | 86242      | 86250      | 20,48            | 426 (2012)                        | 21                 |
| Surin                | 86266      | 86250      | 11,91            | 109 (2012)                        | 9,2                |

## Démographie
| 1962  | 1968  | 1975  | 1982  | 1990  | 1999  | 2006  | 2011  | 2012  |
| ----- | ----- | ----- | ----- | ----- | ----- | ----- | ----- | ----- |
| 6 354 | 5 659 | 5 207 | 4 848 | 4 467 | 4 148 | 3 959 | 3 856 | 3 840 |

## Sources
1. ↑  « Ministère de la culture - Base Léonore », sur culture.gouv.fr (consulté le 13 octobre 2023).
2. ↑  Structure de la population du canton de 1968 à l'année de la dernière population légale connue
3. ↑  Fiches Insee - Populations légales du canton pour les années 2006, 2011, 2012